# Borbély Richárd
Borbély Richárd (Miskolc, 1990. augusztus 18. –) magyar zeneszerző, dalszövegíró, énekes és musicalszínész.

## Életpályája
2009-ben végzett a helyi Zrínyi Ilona Gimnáziumban. A Gór Nagy Mária Színitanodában tanult, majd tagja lett Gyöngyösi Tamás Kontúr fizikai testszínházának. Két évig járta Németországot egy német-magyar koprodukcióval. Az ország több vidéki színházán kívül, Budapest legnagyobb színpadain lépett és lép fel a mai napig. Évek óta szerepel zenés és prózai darabokban, a Madách Színház tagja.
2014-ben szerepelt az RTL Klubon futó "X-Faktor" című zenés tehetségkutató műsorban, ahol az élő showban 7. helyen végzett.
2016 nyarán megalapította a négy tagú Richie and the Mops nevű zenekarát.

## Fontosabb szerepei
- Twain-Döme-Szurdi: Koldus és királyfi – St. John
- Szurdi Miklós-Topolcsányi Laura-Mátyássy Szabolcs: Talpra Magyar – András
- Rice-Webber: Jézus Krisztus Szupersztár – Jézus/Apostol
- Szörényi Levente-Bródy János-Boldizsár Miklós: István a Király – István / Laborc
- Tolcsvay-Müller-Bródy: Doctor Herz – Herz
- Boublil-Schönberg: Les Misérables – A nyomorultak – Marius / Jean Valjean
- Elton John-Lee Hall: Billy Elliot – Tony Elliot
- Woddy Allen: Hatalmas Aphrodié – Rick
- Jacobi Viktor: Sybill – Petrov
- Webber-Slater-Fellowes: Rocksuli – Dewey Finn
- Lázár Ervinː Négyszögletű kerek erdő – Szörnyeteg Lajos
- Fazekas – Schwajda – Mericske – Kalmuszː Lúdas Matyi – Döbrögi
- Derzsi György – Meskó Zsoltː A tizenötödik – Kazinczy Lajos
- Kipling: A dzsungel könyve – Éhfarkas
- Webberː Az operaház fantomja – Raoul, Vicomte de Chagny
- Presser-Sztevanovity-Horváth: A padlás – Barrabás
- Vajda Katalin: Egyedül nem megy
- Menken-Rice-Ashman: A Szépség és a Szörnyeteg – A szörnyeteg
- Marshall-Lawton-Adams-Vallance: Pretty woman (Micsoda nő!) – Happy Man (Mr. Thompson, Csapos, Mr. Hollister)
- Shakespeare: A makrancos hölgy – Petrucchio
- Vajda Katalin: Egyedül nem megy

## Filmográfia
- Korhatáros szerelem (2018) ...Eladó
- Jóban Rosszban (2019) ...Pintér Csaba
- Drága örökösök (2019) ...Ételfutár
- Mintaapák (2020)
- A besúgó (2022) ...Kovács Karcsi
- Pepe (2023) ...Soltész Ricsi
- Pokoli rokonok (2025) ...Levi biztos úr

## Díjai
- Babicsek Bernát-díj (2023)[4]